# Deisel (Brauchtum)
deisel ['dʼeʃel] (altirisch; neuirisch deiseal) bedeutet im inselkeltischen Brauchtum in der Richtung des Sonnenlaufes oder des Uhrzeigersinnes. Die entgegengesetzte Richtung wird tuaithbel ['tuaθbel] (neuirisch tuathal) genannt.
Eine Bewegung im deisel gilt als glückbringend, im tuaithbel als unheilbringend. Rituelle Umzüge, wie sie in der altirischen Heldensage beschrieben werden, waren stets in der Richtung des Sonnenlaufes auszuführen, wenn sie eine günstige Wirkung hervorrufen sollten. Um einen negativen „Erfolg“, wie eine Verfluchung, zu erzielen, war die Gegenrichtung einzuschlagen. Dabei wurden oft auch noch „Fluchsteine“ auf einem bullaun („Steinsockel“) ebenfalls gegen den Sonnenlauf gedreht. Umgekehrt gedreht wurde der Fluchstein zum Wunschstein.
In einer Erzählung aus dem mythologischen Zyklus der keltischen Mythologie entweiht die Flussnymphe Boand die geheime Quelle ihres Gatten Nechtan im Síd Nechtain durch Umschreiten im tuaithbel, worauf sie ertrinkt. Die Quelle geht über und so soll der Fluss Boand (Boyne) entstanden sein.
Bei der patterns (Pilgerfahrten) von Baile Bhuirne (Ballyvourney, County Cork), dem Turas in Gleann Cholm Cille und anderswo werden die Stationen mit den bullauns nach wie vor im Uhrzeigersinn umkreist.
Ähnliches Brauchtum ist jetzt noch beim schottischen Hogmanay zu sehen, wo die Teilnehmer ein Feuer im Uhrzeigersinn umschreiten und mit einem Stock oder einer Feuerzange auf ein Bocksfell schlagen.